# Papa Ndiaga Yade
Papa Ndiaga Yade, né le 5 janvier 2000 à Saint-Louis (Sénégal), est un footballeur international mauritanien qui évolue au poste d'ailier gauche au Sheriff Tiraspol. Il possède également la nationalité sénégalaise.

## Biographie

### Carrière en club
Né à Saint-Louis-du-Sénégal, Yade découvre le foot dans le club de sa ville natale, avant d'être repéré par l'AS Génération Foot, partenaire sénégalais du FC Metz, dont des joueurs comme Papiss Cissé, Sadio Mané ou encore Ismaïla Sarr ont profité du partenariat,.
Comme ses ainés, Yade rejoint ainsi le club lorrain et signe le 15 août 2019 son premier contrat avec le club de Metz, le liant au club pour cinq saisons. Il fait ses débuts professionnels avec les grenats lors d'une défaite aux tirs au but en 16e de finale de la Coupe de la Ligue contre Brest le 30 octobre 2019.
Il joue son premier match en Ligue 1 le 25 janvier 2020, lors d'un déplacement sur la pelouse du Stade de Reims (victoire 0-1). Il inscrit son premier but en Ligue 1 le 8 novembre 2020, lors de la réception du Dijon FCO (score : 1-1).
Le 25 août 2022, il est prêté avec option d'achat à l'ESTAC Troyes.
Le joueur est de nouveau prêté la saison suivante mais en Ligue 2 cette fois-ci, du côté de l'US Quevilly-Rouen Métropole où il joue 36 matchs pour 4 buts et 3 passes décisives.
Malgré la descente du FC Metz en Ligue 2, le club lorrain ne compte plus sur les services du joueur, ce dernier signe donc au FC Sheriff Tiraspol, club de Super Liga en Moldavie.